# Carlos Mata
Pour les articles homonymes, voir Mata.
 (novembre 2007).
Si vous disposez d'ouvrages ou d'articles de référence ou si vous connaissez des sites web de qualité traitant du thème abordé ici, merci de compléter l'article en donnant les références utiles à sa vérifiabilité et en les liant à la section « Notes et références ».
Carlos Mata est un sculpteur espagnol, né en 1949 à Palma de Majorque et mort en juillet 2008. Ses sujets de prédilection étaient les chevaux et les taureaux en bronze ou en verre, mais aussi les animaux de la savane et les villes d’acier.

## Études
Académie d'art à Barcelone (Academia de Arte de Barcelona) et École nationale supérieure des beaux-arts de Paris.

## Expositions
- Haras du Pin, Normandie, France (2008) [1]
- TEFAF, Maastricht, NL, (2007)
- Fine Art, Sébastien Pronovost, Paris, France, (2007)
- Artendens, Beffroi de Bruges, (2004)
- New York Art Expo, USA, (2002, 2003, 2004)
- Sofa, Chicago, USA, (2002)
- Art-Sud International Art Fair, Beyrouth, Liban, (2002)
- Hong-Kong Art Fair, (2002)
- Miami Art Fair, USA, (2000, 2002, 2003)
- Foire d'art de Vienne, Autriche, (2001)
- Europ. Art, Genève, Suisse, (2000)
- Sculptures and peintures, Buenos Aires, Argentine, (2000)
- ST'ART, Strasbourg, France, (chaque année depuis 1999)
- ISalon d'art de Séville, Espagne, (1999)
- Foire d'art contemporain de Valence, Espagne, (1999)
- Salon d'art Contemporain, Luxembourg, (1998, 1999)
- Inter Art 98, Valence, Espagne, (1997)
- Expo Arte Barcelona, Espagne, (chaque année depuis 1997)
- Musée de Mochental, Allemagne, (depuis 1997)
- Lineart International Art Fair, UK, (Chaque année depuis 1997)
- Musée Manuel Montero, Mondeño, Espagne, (1993)